# Narcis
Narcis ili Narkis (grč. Νάρκισσος, Nárkissos) u grčkoj mitologiji lijepi je mladić iz Tespije u Beotiji koji se zaljubio u vlastiti odraz u jezeru.

## Mitologija

### Arhajska inačica
Priča o Narcisu zapravo je bila moralna priča u kojoj su ponosnog i bezosjećajnog Narcisa kaznili bogovi zato što je prezrivo odbio sve svoje muške udvarače. 
Mladić Aminija volio je Narcisa, ali ovaj ga je odbio. Da bi ga izgrdio, dao mu je mač kao dar. Aminija ga je iskoristio te se ubio na Narcisovu kućnom pragu i molio se Nemezidi da Narcis jednog dana osjeti bol neuzvraćene ljubavi.
Ta je kletva ispunjena kad je Narcis bio očaran svojim odrazom u jezeru te je pokušavao zavesti prekrasnog dječaka ne shvaćajući da je to on. To je shvatio kad je pokušao poljubiti svoj odraz. Potom je uzeo svoj mač i ubio se zbog tuge, a njegovo se truplo pretvorilo u cvijet narcis (sunovrat).

### Narcis i Eho
Nimfa Eho zaljubila se u mladića Narcisa koji je bio toliko prekrasan da bi se svaki mladić ili djevojka istog trena zaljubili u nj. No, Narcis je bio bezosjećajan te nije nikoga volio. Jednog ga je dana srela i Eho, personifikacija jeke, te se zaljubila. Budući da nije mogla razgovarati s njim, slijedila ga je samo da ga vidi, ali dovoljno daleko da ne bude viđena.
Narcis se izgubio i povikao: "Ima li koga ovdje?" Eho, nimfa jeke, uzvratila je: "Ovdje, ovdje, ovdje." Narcis je zatražio osobu da se pokaže te je Eho to i učinila. Nije mogla govoriti pa mu je rukama pokazala koliko ga voli. Narcisu se nije sviđalo što ga toliko ljudi voli te ju je odbio. Eho, slomljena srca, molila se Afroditi da je usmrti. Njezina je molitva uslišena, ali Afroditi se svidio njezin glas pa ga je pustila da zauvijek živi kao jeka. Narcis je otišao do jednog jezera i vidio je svoj odraz te se nije mogao prestati gledati. Toliko se gledao da se poslije nekog vremena ubio bodežom koji mu je bio na remenu. Afrodita je odlučila da se Narcis pojavljuje u obliku cvijeta narcisa.

### Ovidijeva inačica
U Ovidijevoj inačici mita iz Metamorfoza piše da se jedna djevojka zaljubila u Narcisa, ali on ju je odbio kao i sve ostale. Molila se bogovima da Narcis pati od neuzvraćene ljubavi baš kao što je on učinio svima ostalima. Molitvu je uslišala boginja Nemezida te ga proklela da se zaljubi u vlastiti odraz. Na posljetku Narcis umire slomljenog srca te dospijeva u Had gdje ga zauvijek muči njegov odraz u rijeci Stiks.

## Vanjske poveznice
- Narcis u grčkoj mitologiji (engl.)